# Tekovský Hrádok
Tekovský Hrádok (in ungherese Barsvárad) è un comune della Slovacchia facente parte del distretto di Levice, nella regione di Nitra.